# Svatý Mikuláš
Svatý Mikuláš – miasteczko i gmina w Czechach, w powiecie Kutná Hora, w kraju środkowoczeskim. Według danych z dnia 1 stycznia 2013 liczyła 786 mieszkańców.